# Choinoo Davaabond
Choinoo Davaabond – mongolska zapaśniczka w stylu wolnym. Brązowa medalistka mistrzostw Azji w 2000; siódma w 2001 roku.